# Adrar des Ifoghas
Adrar des Ifoghas nebo také Adrar des Iforas (tifinagh ⴰⴷⵔⴰⵔ ⵏ ⵉⴼⵓⵖⴰⵙ, arabské písmo أدرار إيفوغاس) je pohoří v Mali (region Kidal) a Alžírsku (provincie Adrar a provincie Tamanrasset) na rozhraní Sahary a Sahelu. Má rozlohu okolo 250 000 km² a průměrná nadmořská výška se pohybuje okolo 700 metrů – nejvyšší vrchol Mont Essali měří 890 m n. m.
Hory jsou tvořeny převážně žulou pocházející z prekambria, kterou eroze zformovala do různých bizarních tvarů. Většinu území pokrývá poušť, nacházejí se zde ale četná vádí a guelty, kde se drží vegetace. Osídlení je řídké, většinu obyvatel tvoří Tuaregové, zabývající se nomádským pastevectvím velbloudů, ovcí a koz. Nacházejí se zde velké zásoby uranu. Největším sídlem je Kidal, historický význam má také Tessalit, kde vznikla hudební skupina Tinariwen. Severně od Adrar des Ifoghas se nachází pouštní region Tanezrouft, jižním směrem leží údolí vyschlé řeky Azawagh.
O dávném osídlení oblasti svědčí množství petroglyfů z období neolitu, kdy byly hory bohaté na zvěř. Byla zde nalezena kostra známá jako Muž z Asselaru, datovaná do 7. tisíciletí př. n. l.. V devátém století vznikla významná karavanní stanice Tadamekka (později Essouk). V roce 1903 region procestoval a připojil k Francii kapitán Theveniaux.
Oblast se původně nazývala Adagh, což v místním nářečí znamená prostě „hory“. Za francouzské nadvlády byla zavedena oficiální transkripce „Adrar“ a pro odlišení od stejnojmenných míst na Sahaře přibyl přívlastek podle domorodého klanu Kel Ifoghas.
Po zhroucení separatistického státu Azavad v roce 2013 se na náhorní plošinu stáhli islamističtí bojovníci, proti nimž malijské armádě pomáhaly intervenční jednotky z Francie a Čadu. Podařilo se tak zabránit tomu, aby se nepřístupná oblast stala základnou teroristů, bezpečnostní situace je však stále nepříznivá.